# Ahdaf Soueif
Ahdaf Soueif (أهداف سويف) (sinh ngày 23 tháng 3 năm 1950) là một tiểu thuyết gia và nhà bình luận chính trị và văn hóa người Ai Cập.

## Đầu đời
Soueif sinh ra ở Cairo, nơi bà sống và được giáo dục ở Ai Cập và Anh. Bà học tiến sĩ ngôn ngữ học tại Đại học Lancaster. Chị em gái bà là nhà hoạt động nhân quyền và nhà toán học Laila Soueif.

## Nghề nghiệp
Cuốn tiểu thuyết đầu tay của bà, In the Eye of the Sun (1993), lấy bối cảnh ở Ai Cập và Anh, kể lại sự trưởng thành của Asya, một người Ai Cập xinh đẹp, bằng sự thừa nhận của chính mình, "cảm thấy thoải mái với nghệ thuật hơn là với cuộc sống." Cuốn tiểu thuyết thứ hai của Soueif, Bản đồ tình yêu (1999), được lọt vào danh sách Giải thưởng Man Booker, đã được dịch sang 21 ngôn ngữ và bán được hơn một triệu bản. Bà cũng đã xuất bản hai tác phẩm truyện ngắn, Aisha (1983) và Sandpiper (1996) - một lựa chọn được kết hợp trong bộ sưu tập I Think Of You năm 2007 và Stories Of Ourelf năm 2010.
Soueif viết chủ yếu bằng tiếng Anh, nhưng những độc giả nói tiếng Ả Rập của bà nói rằng họ có thể nghe được tiếng Ả Rập thông qua tiếng Anh. Bà đã dịch I Saw Ramallah của Mourid Barghouti (với lời tựa của Edward Said) từ tiếng Ả Rập sang tiếng Anh.
Cùng với các bài đọc về lịch sử và chính trị Ai Cập, Soueif cũng viết về người Palestine trong tiểu thuyết và phi hư cấu của mình. Một phiên bản ngắn hơn của "Under the Gun: A Palestinian Journey" ban đầu được xuất bản trên tờ The Guardian và sau đó được in đầy đủ trong bộ sưu tập các bài tiểu luận gần đây của Soueif, Mezzaterra: Fragments from Common Ground (2004) và bà đã viết phần giới thiệu cho phiên bản tái bản của NYRB là tác phẩm Tù nhân tình yêu của Jean Genet. 
Năm 2008, bà khởi xướng Liên hoan văn học Palestine lần đầu tiên, trong đó bà là Chủ tịch sáng lập.
Soueif cũng là một nhà bình luận văn hóa và chính trị cho tờ báo The Guardian và bà đã báo cáo về cuộc cách mạng Ai Cập. Vào tháng 1 năm 2012, bà đã xuất bản Cairo: Thành phố của tôi, Cuộc cách mạng của chúng tôi - một ghi chép cá nhân của năm đầu tiên của cuộc cách mạng Ai Cập. Ban đầu, bà ủng hộ việc lật đổ Dân chủ và thay thế nó bằng chính phủ của Abdel Fattah el-Sisi . Chị em gái của bà Laila Soueif và các con của Laila, Alaa Abd El-Fatah và Mona Seif, cũng là những nhà hoạt động.
Bà đã kết hôn với Ian Hamilton, người mà bà có hai con trai: Omar Robert Hamilton và Ismail Richard Hamilton.
Bà đã được bổ nhiệm làm Ủy viên của Bảo tàng Anh vào năm 2012 và được bổ nhiệm lại 4 năm nữa vào năm 2016. Tuy nhiên, bà đã từ chức năm 2019 phàn nàn về sự tài trợ của BP, việc miễn cưỡng thuê lại công nhân chuyển đến Carillion và thiếu sự tham gia với các tác phẩm nghệ thuật hồi hương 
Vào tháng 6 năm 2013, Soueif và nhiều người nổi tiếng khác đã xuất hiện trong một video cho thấy sự ủng hộ của họ dành cho Chelsea Manning.

## Giải thưởng văn học
Trong một bài phê bình của các tiểu thuyết gia Ai Cập, <i id="mwdQ">Tạp chí Harper</i> đã đưa Soueif vào một danh sách ngắn "các nhà văn tài năng nhất của đất nước."  Bà cũng đã nhận được một số giải thưởng văn học:
- 1996: Hội chợ sách quốc tế Cairo: Tuyển tập truyện ngắn hay nhất (Sandpiper)
- 1999: Đề cử: Giải thưởng Booker ("Bản đồ tình yêu")
- 2010: Lễ khai mạc Mahmoud Darwish [18]
- 2011: Giải thưởng Cavafy
- 2011: Được đặt tên trong The Guardian 's Books Power 100 [19]

## Phê bình văn học
Marta Cariello: "Bodies Across: Ahdaf Soueif, Fadia Faqir, Diana Abu Jaber" ở Al Maleh, Layla (chủ biên), Tiếng nói Ả Rập ở Diaspora. Quan điểm phê bình về văn học Ả Rập Anglophone. Amsterdam / New York, NY, 2009, Hb: ISBN 978-90-420-2718-3 Mã số   976-90-420-2718-3

## liên kết ngoài
- Trang web chinh thưc
- Tiểu sử và quan điểm phê bình, Hội đồng Anh.
- Nhật ký của một phiến quân Ai Cập, Người bảo vệ, ngày 4 tháng 2 năm 2011.
- "Cairo, lại một lần nữa", Guernica, tháng 2 năm 2012.